# Methioeme
Methioeme is een kevergeslacht uit de familie van de boktorren (Cerambycidae). De wetenschappelijke naam van het geslacht werd voor het eerst geldig gepubliceerd in 1963 door Zajciw.

## Soorten
Methioeme is monotypisch en omvat slechts de volgende soort:
- Methioeme brevipennis Zajciw, 1963